# Roordahuizum
Roordahuizum (officieel, Fries: Reduzum, [rə’düzm]) is een dorp in de gemeente Leeuwarden, in de provincie Friesland. Roordahuizum ligt tussen de stad Leeuwarden en Irnsum aan het Zwin, ten oosten van de Zwette.
In 2023 telde het dorp 1.085 inwoners. In het postcodegebied van Roordahuizum ligt de buurtschap Tsienzerburen.

## Geschiedenis

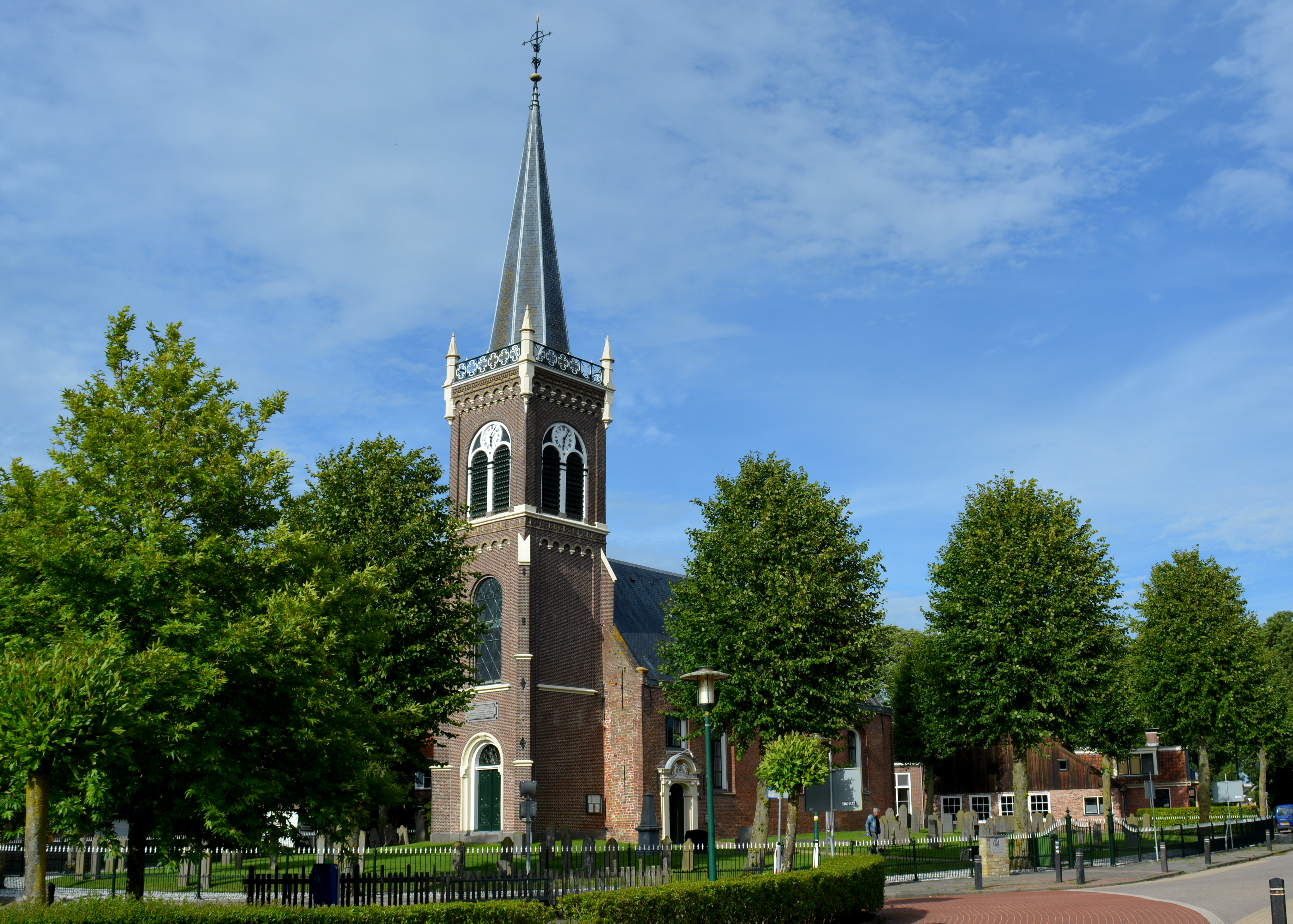
Vincentiuskerk

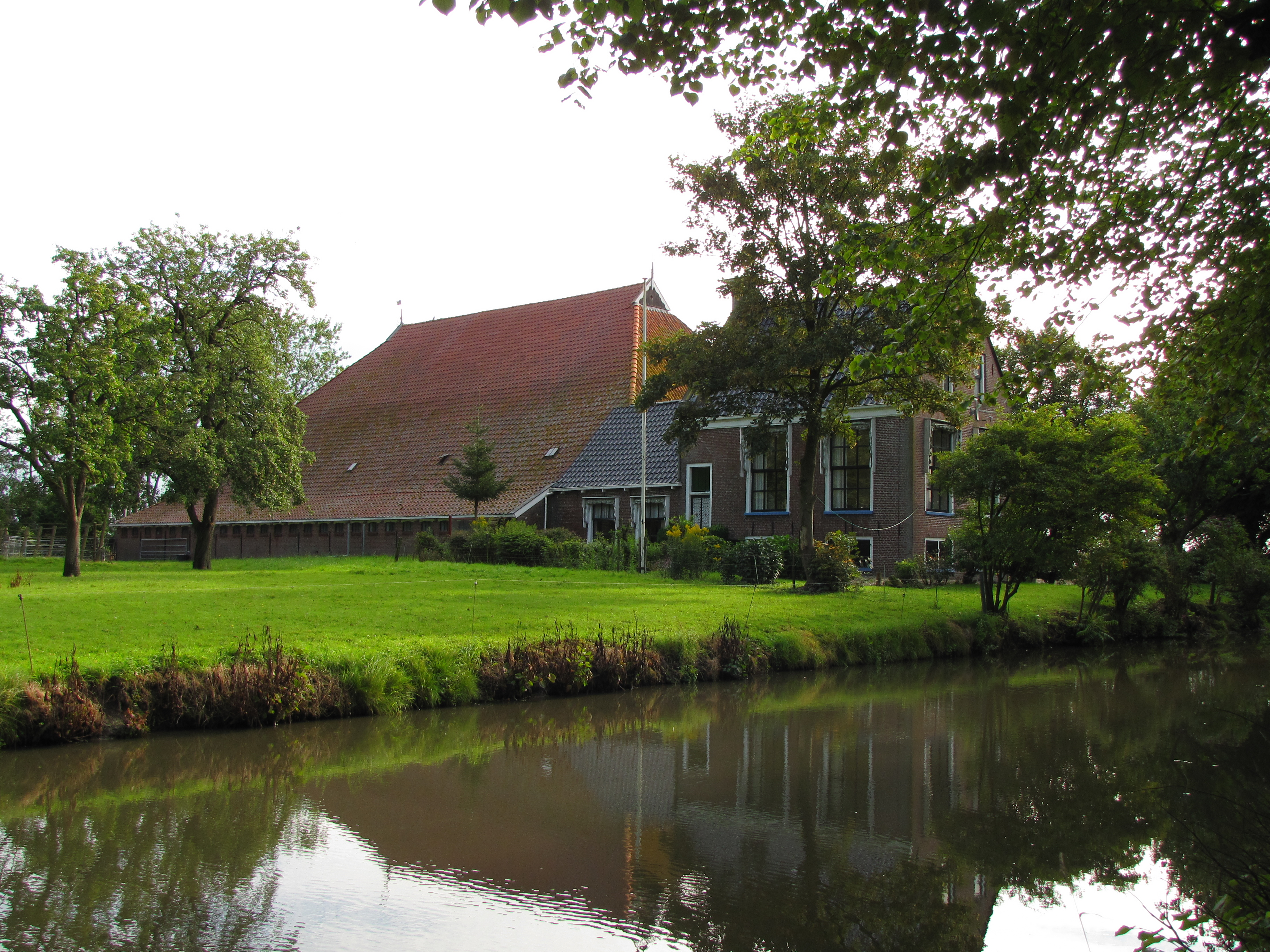
Tjepma state

Alhoewel het niet meer duidelijk is, is het dorp van oorsprong ontstaan op een terp langs de oude Middelzee. Roordahuizum was het enige dorp in de grietenij Idaarderadeel.
In 1389 werd de plaats vermeld als Rorthahusum, in 1410 als Rowerda husum, in 1451 als toe Roerda huijsum, in 1491 als Raerdahusen, in 1496 als to rordhahwsem, in 1579 als Rorthuisen en in 1786 als Roordahuizum en Rauwerdahuizen. 
De plaatsnaam wijst mogelijk naar een nederzetting van het geslacht Roorda, of op huizen van het dorp  Raard.
Enige bekendheid kreeg Roordahuizum nadat in de 19e eeuw de Rijksstraat tussen Leeuwarden en Zwolle werd aangelegd. Bij de afslag naar Roordahuizum werd in 1827 de herberg De Drie Romers gebouwd, later ook wel De Grote Drie Romers genoemd, die een bekende pleisterplaats werd. 
Door de centrale ligging en de sterke betrokkenheid van het dorp met de boerenstand werd in deze herberg in 1879 het Fries Rundvee Stamboek en het Fries Paarden Stamboek opgericht. Een ander bekend centraal punt van het dorp werd het alcoholvrije koffiehuis De Blauwe Tent, dat mede was ontstaan door de dominee Benjamin Boers.
Tot de gemeentelijke herindeling in 1984 maakte Roordahuizum deel uit van de toenmalige gemeente Idaarderadeel, die toen opging in de gemeente Boornsterhem. Op 1 januari 2014 is deze gemeente opgeheven, waarop Roordahuizum onderdeel is geworden van de gemeente Leeuwarden.
In 1989 werd door de gemeente Boornsterhem, die zichzelf net in 1985 had hernoemd naar Boarnsterhim, de officiële naam van de plaats gewijzigd in het Friestalige Reduzum. In de gemeente Leeuwarden zijn de Nederlandse plaatsnamen de officiële, behalve voor de plaatsen die werden overgenomen van de opgeheven gemeente Boornsterhem, waarbij de officiële status van de Friestalige namen werd gehandhaafd. 
Het dorp had een eigen haven, maar deze is uiteindelijk gedempt.

## Kerk
De Vincentiuskerk dateert uit de 15e eeuw maar is in de 18e en 19e eeuw flink verbouwd waardoor hij een veel moderner uiterlijk heeft.

## Sport
De kaatsvereniging Jan Reitsma werd in 1904 opgericht. Daarnaast is er een tennisvereniging Stânfries, een volleybalvereniging Stânfries en Gymnastiekvereniging Stânfries. In Roordahuizum is ook korfbalvereniging Mid-Fryslân gehuisvest; een combi-vereniging uit Grouw, Akkrum, Wartena en Roordahuizum.

## Cultuur

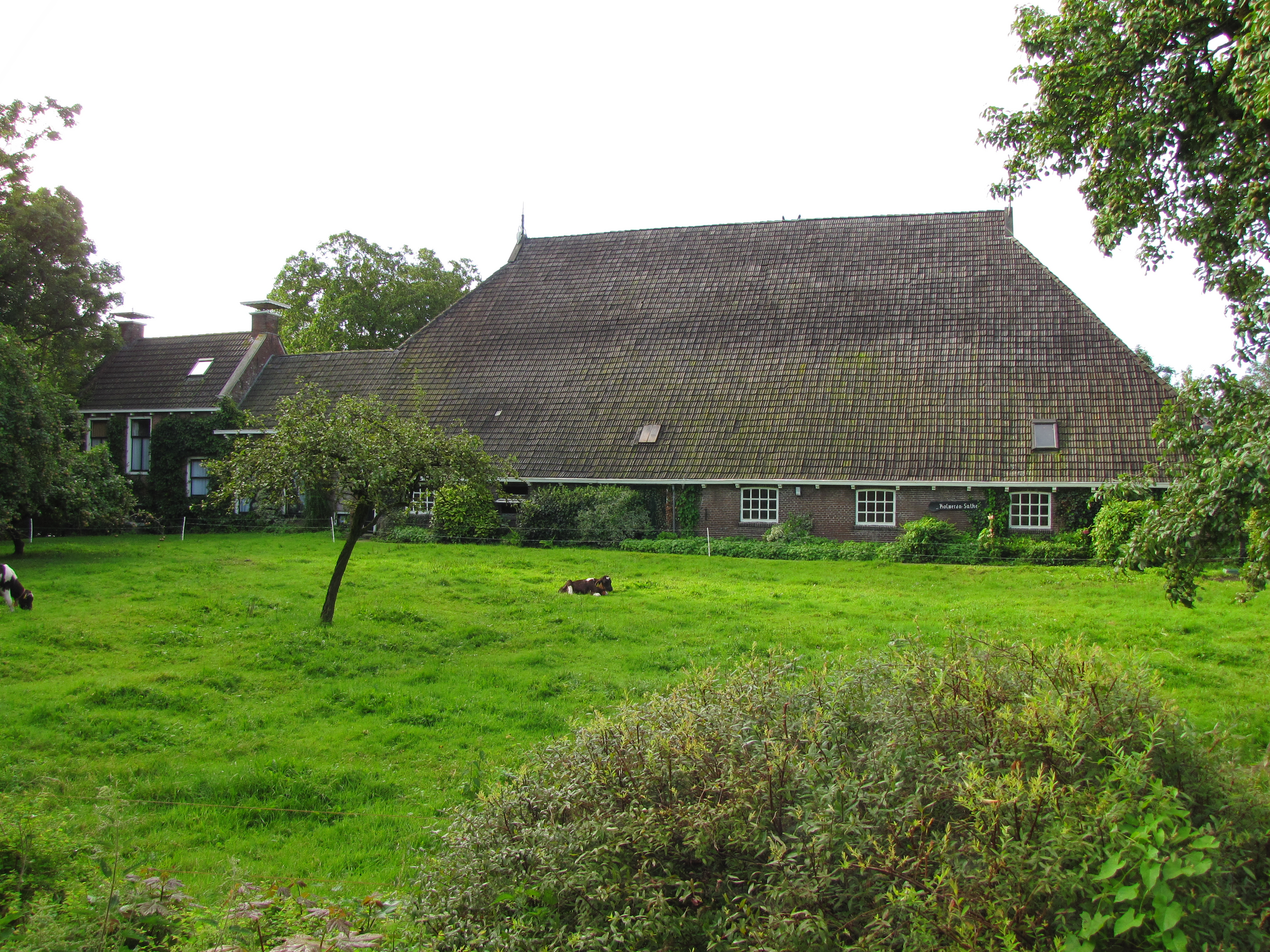
Helvardera state

De toneelvereniging Roto werd in 1937 opgericht. Daarnaast is er een Theatergroep Fier. Met de drie andere dorpen deelt het de organisatie Swin.Swette die culturele evenementen organiseert in de dorpen. In juli wordt het festival Muzuder Rock georganiseerd.
Reduzum, Friens, Aegum en Idaard onderhouden een gezamenlijke dorpswebsite.

## Onderwijs
De Trije Doarpen Skoalle bedient de dorpen Friens, Idaard en Roordahuizum en staat in Roordahuizum. Sinds 2012 is deze school een gecertificeerde drietalige school: er wordt onderwijs gegeven in het Nederlands, Engels en Fries.

## Jabikspaad
De oostelijke route van het Jabikspaad, de Friese pelgrimsroute naar Santiago de Compostella, gaat door Roordahuizum. Het Jabikspaad is 130 kilometer lang en loopt van Sint Jacobiparochie naar Hasselt.

## Bevolkingsontwikkeling
| 1990 | 1999 | 2002 | 2004 | 2005 | 2006 | 2007 | 2008 | 2009 | 2012 | 2018 | 2019 | 2021 | 2023 |
| ---- | ---- | ---- | ---- | ---- | ---- | ---- | ---- | ---- | ---- | ---- | ---- | ---- | ---- |
| 1000 | 1062 | 1102 | 1093 | 1077 | 1098 | 1098 | 1088 | 1095 | 1096 | 1100 | 1100 | 1085 | 1085 |

## Geboren in Roordahuizum
- Frans Rasker (1945), film- en televisieproducent